# Johnny Hodges
John Cornelius "Johnny" Hodges (Cambridge, Massachusetts, 1906. július 25. – New York, 1970. május 11.) amerikai dzsesszzenész, altszaxofonos.

## Pályafutása
Hodges amerikai altszaxofonos volt, akit leginkább Duke Ellington big bandjében játszott szólókarrierjéről ismernek. Sok éven át szólamvezetőként játszott altszaxofon. Szopránszaxofonon is játszott, de 1940 után nem volt hajlandó azt használni.
Miután tinédzserként Bostonban kezdte pályafutását, Hodges New Yorkba kezdett utazni, és Lloyd Scott-tal, Sidney Bechettel, Luckey Robertsszel és Chick Webbel játszott. Amikor Ellington 1928-ban bővíteni akarta zenekarát, Ellington klarinétosa, Barney Bigard ajánlotta neki Hodges-t. Játéka az Ellington zenekar egyik meghatározó hangjává vált. 1951 és 1955 között Hodges elhagyta a Ellintont. Ssaját zenekart alapított, de aztán Ellington 1956-os Newport Jazz Festivalon való fellépésekor visszatért.
Nagyrészt autodidakta módon folytatott zenei tanulmányokat és rövid ideig Sidney Bechet oktatta. Több hangszert kipróbált, majd kikötött az altszaxofonnál. Játszott Willie „The Lion” Smith és  Chick Webb big band-jeiben.
1928 májusában csatlakozott Ellingtonhoz, és ez a kapcsolat kisebb-nagyobb megszakításokkal haláláig tartott. Többszáz lemezfelvételen játszott az Ellington band-del.
1970-ben szívroham végzett vele. 
Ellington így emlékezett rá: „Nem volt a világ leglenyűgözőbb előadója, szinpadi egyénisége, de gyönyörű szép tónusa könnyeket csalt közönsége szemébe – ez volt Johnny Hodges. Ez Johnny Hodges. Sokat veszítettünk. Hangzásunk sosem lesz már a régi... Örülök és hálás vagyok, amiért abban a kiváltságban részesülhettem, hogy negyven évig minden este bejelenthettem Johnny Hodgest.”